# Widdershins
Widdershins — дебютный полноформатный студийный альбом русской группы Wolfsangel, в 2007 году сменившей название на Wolfmare. Издан в 2004 году. Альбом стал лауреатом премии «Metalheart 2005» за лучший альбом года. 19 декабря в клубе "Арктика" произошла презентация альбома при поддержке групп Stalwart и Hieronymus Bosch.

## Список композиций
1. Barditus - 03:17
2. Njord - 04:23
3. Ice - 02:03
4. Of Ye Birch Tree Slain - 04:00
5. Lullaby - 05:44
6. King Of Northern Trolls - 04:29
7. Wolfsangel - 14:46
8. Lady Of Darkness - 10:19